# ایالت دریاچه‌های شرقی
ایالت دریاچه‌های شرقی (به لاتین: Eastern Lakes State) یک منطقهٔ مسکونی در سودان جنوبی است که در Yirol واقع شده‌است. ایالت دریاچه‌های شرقی ۳۳۵٬۱۳۰ نفر جمعیت دارد.